# Politiskt system
Ett politiskt system är ett system av tjänstemän (aktörer) och institutioner som tillsammans utövar politisk makt (hur strukturen ska se ut i samhället, dvs regler, lagar osv). En stat är det tydligaste exemplet på ett politiskt system, även om det finns andra. En folkrörelse eller en stad kan utgöra ett eget politiskt system.
Se även statsskick.